# Giovanni Battista Andreoni
Giovanni Battista Andreoni (* 1720 in Lucca; † 23. April 1797 ebenda) war ein italienischer Opernsänger (Alt-Kastrat), der auch für Georg Friedrich Händel arbeitete.

## Leben
Andreoni trat im März 1736 als erster Sopran in die Cappella Palatina des Fürsten von Lucca ein. Anschließend war er 1738/39 an der Oper in Venedig verpflichtet, bevor er nach London wechselte. Dort wirkte er an den Uraufführungen der Händelopern Imeneo und Deidamia mit. Anschließend war er in Florenz und in Spanien tätig. 
In Spanien soll er den Kastraten Farinelli getroffen haben, der sich ihm sehr gewogen gezeigt habe. Es wird behauptet, dass er mit seinem Beruf unzufrieden gewesen sein soll, und sich daher aus diesem in einen Orden nach Rom zurückgezogen haben soll.
An dem 22. März 1785 wurde ihm von der Cappella Palatina Lucca eine Pension von monatlich fünf Scudi zugestanden.
Er soll zuletzt überaus beleibt gewesen sein.